# Pipile jacutinga
Pipile jacutinga là một loài chim trong họ Cracidae. . Loài này chủ yếu phân bố ở Rừng Đại Tây Dương tại khu vực Đông Nam Brasil và khu vực liền kề Argentina, Paraguay. Loài này trở nên hiếm trong những thập kỉ gần đây do nạn săn bắn và việc bị mất môi trường sống.
Loài chim này có kích thước khoảng 63–74 cm, hình dáng tương tự như gà tây với cổ mỏng và đầu nhỏ. Pipile jacutinga chủ yếu có màu đen với xanh. Cánh chủ yếu gồm hai màu đen trắng. Mào lớn có màu trắng. Trên đầu cũng chứa một cái gai màu đỏ với mảng màu xanh đậm ở phía trước. Đây là loài duy nhất trong chi Pipile có vành mắt trắng với lông đen ở trên mặt và trán. Chân của loài này chủ yếu có màu đỏ.